# RK Vardar Skoplje
RK Vardar je makedonski profesionalni rukometni klub iz Skoplja. Natječe se u regionalnoj SEHA ligi i europskoj Ligi prvaka. Najuspješnija je makedonska rukometna momčad s deset naslova prvaka i 11 osvojenih kupova. Najveći im je uspjeh naslov prvaka Europe neočekivano osvojen u sezoni 2016./17.
Klub je bio pobjednik SEHA lige u sezonama 2011./12., 2012./13. i 2016./17.

## Povijest
Osnovan je 1961. godine kao rukometni ogranak športskog društva "Vardar", utemeljenog 1947. u Skopju. Za vrijeme Jugoslavije momčad nije ostvarila nikakav značajan rezultat. Prve uspjehe ostvaruje 1990-ih slabljenjem momčadi Pelistera iz Bitole, koja je tada vladala makedonskih rukometom. Prvi kup momčad osvaja 1997., a sljedeće sezone osvajaju i prvenstvo.
Osvojili su prvo izdanje SEHA lige, pobijedivši 15. travnja 2012. u zagrebačkoj Areni Metalurg.
U sezoni SEHA lige 2015./16., osvojili su drugo mjesto.
U sezoni SEHA lige 2016./17. u finalu su pobijedili Veszprém, te tako osvojili treću titulu pobjednika SEHA lige.
Vardar je 4. lipnja 2017. godine iznenađujuće na svome prvom nastupu na završnom turniru osvojio naslov europskog prvaka u rukometu. U poluzavršnici je pobijedio Barcelonu 26:25, a pobjedonosni pogodak postigao je Hrvat Luka Cindrić u posljednjim sekundama utakmice. U završnici protiv pariškog PSG-a, također debitanta u završnicama, Vardar je slavio 24:23. Odlučujući pogodak postigao je Hrvat Ivan Čupić doslovno u posljednjoj sekundi utakmice.